# Civilbeskyttelsestjenestens Udrykningskolonne
Civilbeskyttelsestjenestens Udrykningskolonne (forkortet CBU) var en national beredskabstjeneste, der i blev oprettet i Danmark i 1941. Kolonnerne bestod af et mindre antal køretøjer, der skulle yde assistance til det lokale luftværn, hvis der enten udbrød krig eller indtraf en form for katastrofe. De enkelte kolonner blev udstationerede rundt om i landet på særlige CBU-kaserner, der blev oprettede eller inddragede til anledningen.

## Baggrund
Op gennem 1930'erne stod det efterhånden mere og mere klart, at en krig var på vej. I så fald kunne det betyde, at mange civile ville blive dræbt af luftbombardementer. I et tiltag for at beskytte befolkningen i de største af byerne mod følgerne af et eventuelt luftangreb, oprettede Rigsdagen Statens Civile Luftværn (se Beredskabsstyrelsens historie). Luftværnet oprettede en række lokale Civilbeskyttelsesenheder (kaldet CB) landet over. I starten skulle frivilligt personale bemande køretøjerne, men på et senere tidspunkt blev det også muligt at udskrive værnepligtige til tjeneste i civilbeskyttelsen.

## Efter 2. verdenskrig
Ved afslutningen på 2. verdenskrig var der ikke mange statslige organisationer som fungerede. Men da Luftværnet og dermed CBU ikke havde båret våben under krigen, var de sluppet mere nådigt ud af besættelsen. Dermed blev det muligt at lade dem løse forskellige former for akutte samfundsopgaver på dette tidspunkt. Blandt opgaverne var at hjælpe til med at få danske fanger i koncentrationslejrene hjem, samt til at sørge for de godt 200.000 flygtninge fra Tyskland, der befandt sig i Danmark.
Eftersom krigen nu var afsluttet, betød det også en række ændrede behov. Derfor blev Statens Civile Luftværn i 1949 omdannet til Civilforsvarsstyrelsen. Samtidig blev CBU-korpset omdannet til styrelsens operative del og fik navnet Civilforsvarskorpset.